# Liste der Monuments historiques in Puiseux-Pontoise
Die Liste der Monuments historiques in Puiseux-Pontoise führt die Monuments historiques in der französischen Gemeinde Puiseux-Pontoise auf.

## Liste der Bauwerke
| Bezeichnung      | Beschreibung                  | Standort | Kennzeichnung | Schutzstatus | Datum | Bild           |
| ---------------- | ----------------------------- | -------- | ------------- | ------------ | ----- | -------------- |
| Friedhofskreuz   |                               | (Lage)   | PA00080179    | Classé       | 1938  |                |
| Kirche St-Pierre | Erbaut ab dem 12. Jahrhundert | (Lage)   | PA00080180    | Inscrit      | 1966  | weitere Bilder |

## Liste der Objekte

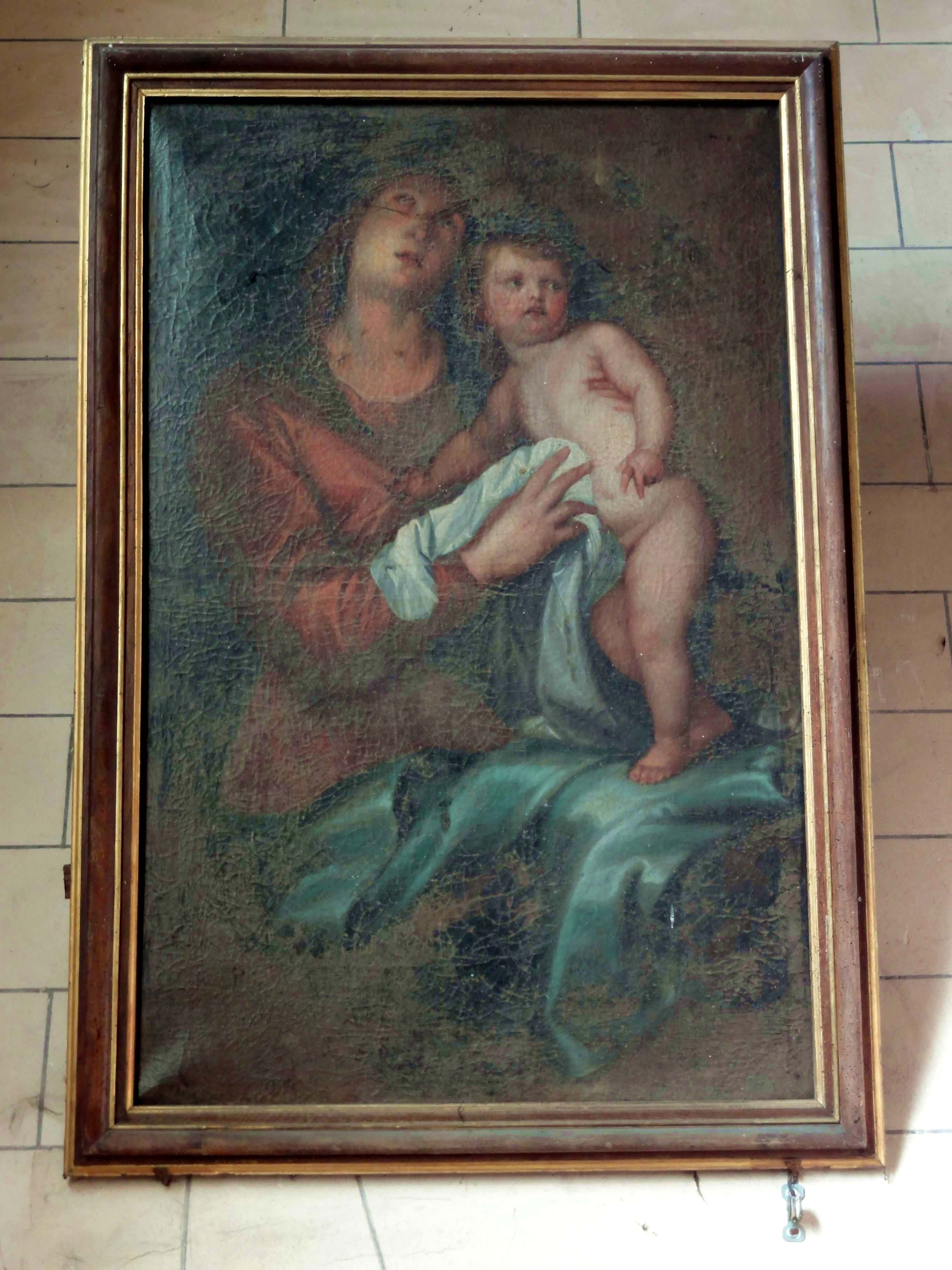
Ölgemälde Madonna und Kind (17. Jahrhundert) in der Kirche St-Pierre

- Monuments historiques (Objekte) in Puiseux-Pontoise in der Base Palissy des französischen Kultusministeriums